# 2nd Cavalry Regiment Stryker Brigade

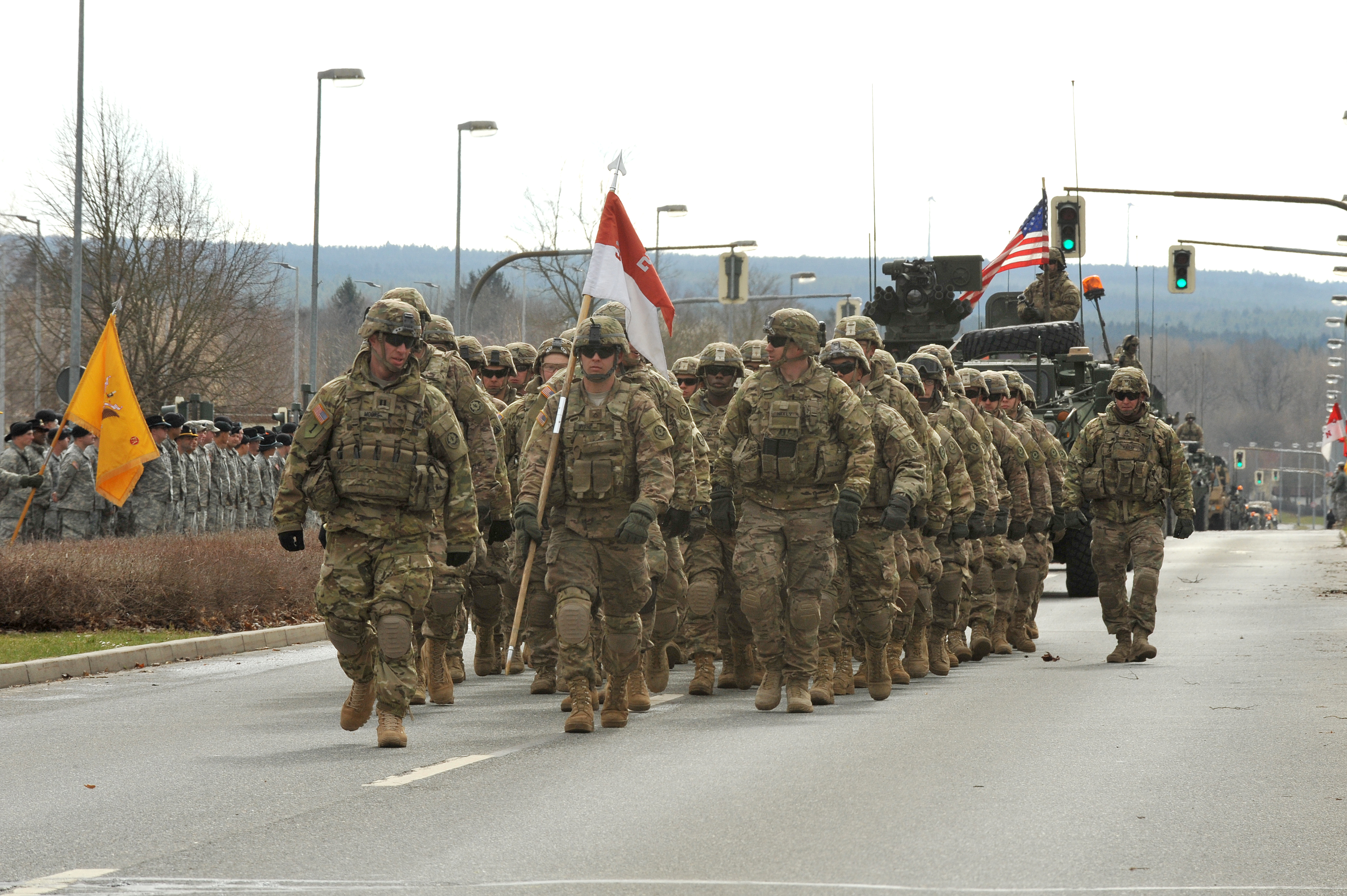
Elementi del Reggimento in Parata

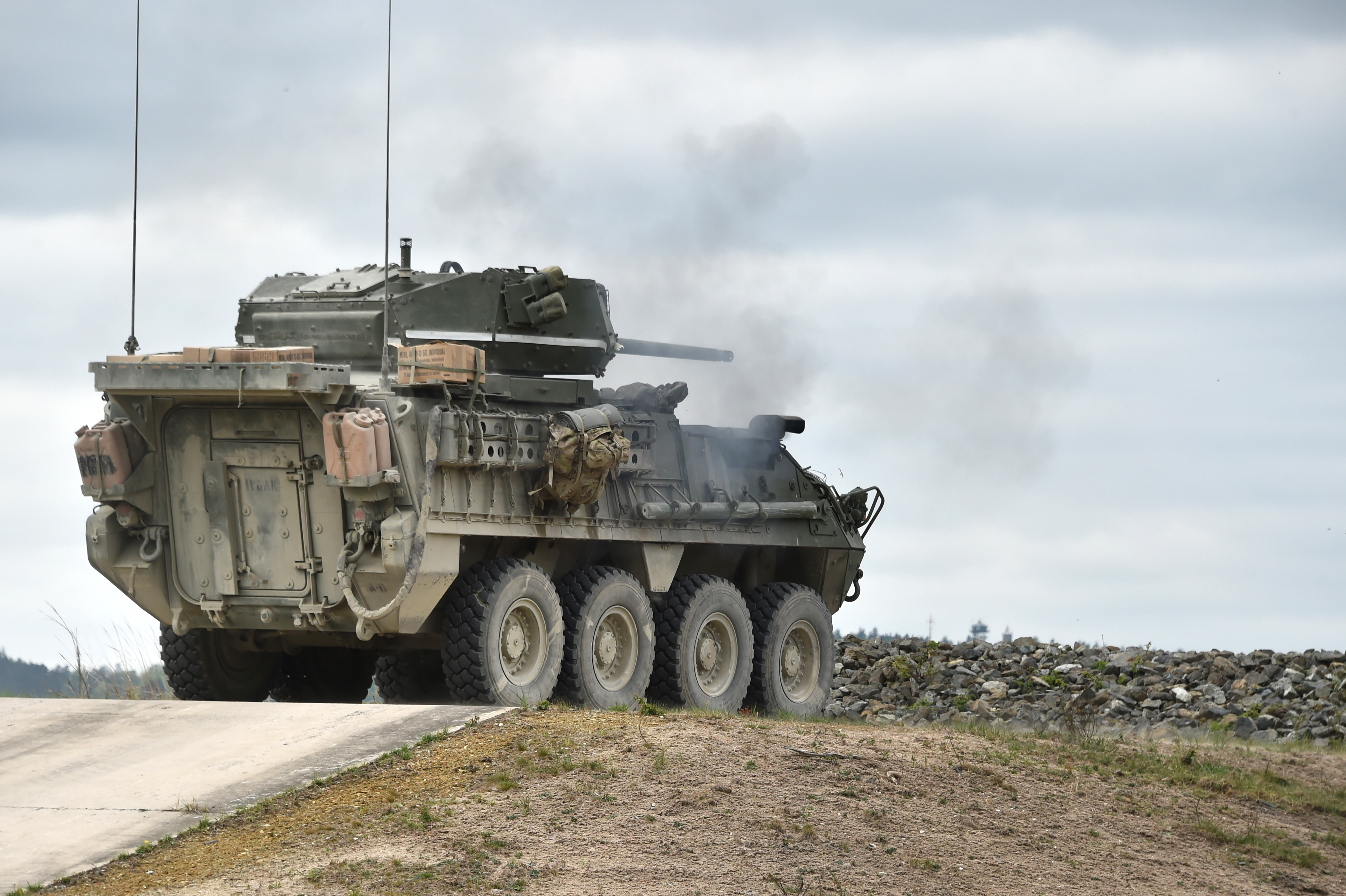
Un M1296, versione con cannoncino da 30mm, impiegata unicamente in questa unità

La 2nd Cavalry Regiment Stryker Brigade è un'unità attiva dell'Esercito degli Stati Uniti inquadrata nell'USAREUR con base presso Vilseck, Germania.

## Organizzazione
- 2nd Cavalry Brigade Combat Team - "Second Dragoons"
  -  Headquarters & Headquarters Troop - "Vipers"
  - 1st Squadron, 2nd Cavalry Regiment - "War Eagles"
    -  Headquarters & Headquarters Troop - "Mustangs"
    -  Troop A
    -  Troop B
    -  Troop C

  - 2nd Squadron, 2nd Cavalry Regiment - "Cougars"
    -  Headquarters & Headquarters Troop - "Headhunters"
    -  Troop E
    -  Troop F
    -  Troop G

  - 3rd Squadron, 2nd Cavalry Regiment - "Wolfpack"
    -  Headquarters & Headquarters Troop - "Hammer"
    -  Troop I
    -  Troop K
    -  Troop L

  - 4th Squadron, 2nd Cavalry Regiment (RSTA) - "Saber"
    -  Headquarters & Headquarters Troop - "Warhorse"
    -  Troop N
    -  Troop O
    -  Troop P
    -  Troop Q (Anti-Tank)

  - Field Artillery Squadron - "Artillery Hell"
    -  Headquarters & Headquarters Battery - "Hellraisers"
    -  Battery A (M-777)
    -  Battery B (M-777)
    -  Battery C (M-777)

  - Regimental Engineer Squadron - "Pioneers"
    -  Headquarters & Headquarters Troop - "Lakota"
    -  Troop A (Combat Engineer)
    -  Troop B (Combat Engineer)
    -  Troop C (Signal Network Support)
    -  Troop D (-) (Military Intelligence)
      - TUAS Platoon - Equipaggiato con 4 RQ-7B Shadow

  - Support Squadron - "Muleskinners"
    -  Headquarters & Headquarters Troop - "Hellraisers"
    -  Supply and Transportation Troop - "Packhorse"
    -  Maintenance Troop - "Blacksmith"
    -  Medical Troop - "Scalpel Medics"
    -  Troop D (Forward Support), aggregata al 1st Squadron, 2nd Cavalry Regiment
    -  Troop H (Forward Support), aggregata al 2nd Squadron, 2nd Cavalry Regiment
    -  Troop M (Forward Support), aggregata al 3rd Squadron, 2nd Cavalry Regiment
    -  Troop R (Forward Support), aggregata al 4th Squadron, 2nd Cavalry Regiment
    -  Troop S (Forward Support), aggregata al Field Artillery Squadron
    -  Troop T (Forward Support), aggregata al Regimental Engineer Squadron